# Rodolfo Bottino
Rodolfo Bottino (Río de Janeiro, 11 de febrero de 1959 - Salvador, 11 de diciembre de 2011) fue un actor de cine, televisión y teatro, y chef brasileño.

## Biografía
Rodolfo Bottino nació en Río de Janeiro el 11 de febrero de 1959 y era de ascendencia italiana. Estudió ingeniería en la Universidad Federal Fluminense por pedido de su padre, pero nunca siguió la carrera; alrededor de 1979, comenzó a actuar en sus primeras obras de teatro en la universidad. Descubierto por la Rede Globo en 1984, debutó como actor en la telenovela Livre para Voar. Sin embargo, su fama llegó en la miniserie de 1986 Años dorados, como Lauro. A lo largo de finales de los años 1980 continuó actuando en otras telenovelas de la Rede Globo como Bambolê, Bebê a Bordo y O Sexo dos Anjos. Durante la década de 1990 colaboró con el cineasta Oswaldo Caldeira en sus películas Tiradentes (como Joaquim Silvério dos Reis ) y Pampulha, ou A Invenção do Mar de Minas. En 2005 apareció como estrella invitada en un episodio de la serie de televisión Mandrake. Su último papel antes de morir fue una aparición especial en la película O Homem do Futuro de 2011, como camarero.
Paralelamente a su carrera como actor, Bottino fue chef. Su pasión por la cocina comenzó cuando tenía cinco años; posteriormente viajó a Francia para estudiar en la escuela culinaria Le Cordon Bleu. De 1986 a 1994 fue propietario de su propio restaurante en Río de Janeiro, Madrugada. Alrededor de la década del 2000, presentó programas de cocina en TV Shoptime y también dio lecciones de cocina.
Hacia el final de su vida, Bottino vivió en Salvador, Bahía. El 11 de diciembre de 2011, murió a causa de una embolia pulmonar mientras se preparaba para una cirugía en la cadera y el fémur. Su cuerpo fue luego llevado a Río de Janeiro y enterrado en el Cementerio de San Juan Bautista.

## Vida personal
En mayo de 2009, Bottino reveló muchos detalles de su vida personal al periódico O Globo durante una entrevista. Afirmó que durante su juventud sufrió anorexia nerviosa y que contrajo VIH/sida en algún momento a principios de la década de 1990. También salió del armario como bisexual. A Bottino también le diagnosticaron cáncer de pulmón a principios de la década de 2000, pero después del tratamiento fue declarado libre de cáncer en 2006.

## Filmografía
| Año  | Título             | Rol                       | Notas                         |
| ---- | ------------------ | ------------------------- | ----------------------------- |
| 1996 | O Fim do Mundo     | Fiscal de la acusación    | Series de TV                  |
| 1999 | Tiradentes         | Joaquim Silvério dos Reis |                               |
| 2003 | Benjamim           | Gámbolo                   |                               |
| 2003 | Gregório de Mattos | Capitán                   |                               |
| 2011 | O Homem do Futuro  | Barman                    | (último papel en la película) |